# JQuery UI
jQuery UI ist eine Erweiterung der freien JavaScript-Bibliothek jQuery und bietet Lösungen zur Gestaltung und Funktionalität der Benutzeroberfläche (englisch user interface, UI) an.

## Funktionalität

### Interaktion
- Draggable und Droppable – ermöglicht Drag and Drop
- Resizable – lässt den Benutzer ein Element vergrößern und verkleinern
- Selectable – erweiterte Funktionalität zum Markieren von Elementen
- Sortable – spendet Funktionalität zum Sortieren gleichartiger Elemente

### Effekte
Das zu Grunde liegende Framework jQuery bietet bereits einige Effekte an, die jQuery UI um folgende erweitert:
- Farbanimation
- Animation eines Klassenwechsels – animiert den Wechsel einer Stylesheet-Klasse
- Blendeffekte (Explosion, Schütteln, Springen etc.)

### Widgets
Widgets sind programmierte Lösungen für Webentwickler, die gängige Elemente von Benutzeroberflächen benutzen möchten:
Autocomplete
bietet eine Funktion für das automatische Vervollständigen von Textfeldern, auch via Ajax
Button
bietet eine Schnittstelle für das Bereitstellen gängiger Schaltflächen-Designs
Datepicker
stellt ein Menü zur Datumsauswahl bereit
Dialog
bietet die Möglichkeit, ein Dialogfenster zu generieren
Progressbar
Stellt eine Schnittstelle zur Anzeige eines Fortschrittbalkens zur Verfügung
Slider
bietet einen Schieberegler
Tabs
gibt dem Entwickler die Möglichkeit, Registerkarten darzustellen
Accordion
stellt eine Art Faltwand bereit, mit der bestimmte Elemente automatisch ein- und ausklappen

## Modularität
jQuery UI ist komplett modular aufgebaut. Ein Entwickler hat die Möglichkeit, nur die Komponenten einzubinden, die er tatsächlich benötigt. Dies begrenzt den Bedarf an Ressourcen wie z. B. Arbeitsspeicher oder Zeit zum Laden der Bibliothek. Der sogenannte ThemeRoller erlaubt es Anwendern, das Aussehen aller integrierten Widgets dem persönlichen Geschmack anzupassen.